# Plovdiv
Plovdiv bulgarsk: Пловдив) er den næststørste by i Bulgarien efter hovedstaden Sofia med 371.536(2024) indbyggere. Byen er det administrative center i provinsen Plovdiv i det sydligere Bulgarien, i tillæg til den største og vigtigste by i det historiske område Øvre (eller Nordlige) Thrakien, vidt kendt for sin ældgamle og mangfoldige kultur og tusindårige historie. 
Byen ligger ved floden Maritsa, cirka 130 km øst for Sofia, på den frugtbare thrakiske slette. Byen har også en stor og mangfoldig industri og et akademisk miljø med universitet, forskningsinstitutter og højskoler.

## Historie
Plovdivs historie strækker sig 6.000 år tilbage i tiden,[kilde mangler] noget som gør byen til en af de ældste byer i Europa. Byen hed Evmolpija da den i 342 f.Kr. blev erobret af Filip 2. af Makedonien, som omdøbte byen til Filippopolis. Byen blev senere en selvstændig thrakisk by under navnet Pulpudeva, før den blev en del af Romerriget og hovedstad i Thrakien i år 46 f.Kr. Romerne omdøbte byen til Thrimontium "tre bjerge" efter de tre højder den gamle by ligger på.
Slaverne erobrede byen i 500-tallet og sørgede for at indlemme byen i det første bulgarske rige og omdøbte den nok en gang, nu til Pâldin, før bulgarerne overtog byen i 815. Tyrkernes invasion i 1364 forårsagede store ødelæggelser, men byen blev genopbygget med et utal af moskeer og basarer, skiftede navn til Filibe og blev hovedstad i den osmanniske provins Østrumelien. Navnet Plovdiv fik byen i 1400-tallet.
Da Bulgarien var under det Osmanniske Rige i 1800-tallet, blev den bulgarske befrielseskamp ledet fra Plovdiv, men da byen blev befriet fra osmannerne efter Slaget ved Plovdiv i 1878 blev den alligevel ikke en del af fyrstedømmet Bulgarien, og blev i stedet hovedstad i det osmanniske Østrumelien frem til 1885 da den blev en del af Bulgarien.

## Klima
| Vejr for Plovdiv                | Vejr for Plovdiv | Vejr for Plovdiv | Vejr for Plovdiv | Vejr for Plovdiv | Vejr for Plovdiv | Vejr for Plovdiv | Vejr for Plovdiv | Vejr for Plovdiv | Vejr for Plovdiv | Vejr for Plovdiv | Vejr for Plovdiv | Vejr for Plovdiv | Vejr for Plovdiv |
|                                 | Jan              | Feb              | Mar              | Apr              | Maj              | Jun              | Jul              | Aug              | Sep              | Okt              | Nov              | Dec              | År               |
| ------------------------------- | ---------------- | ---------------- | ---------------- | ---------------- | ---------------- | ---------------- | ---------------- | ---------------- | ---------------- | ---------------- | ---------------- | ---------------- | ---------------- |
| Gennemsnitlig maks °C           | 5,4              | 8,3              | 13               | 18,4             | 23,7             | 28               | 30,6             | 30,2             | 26               | 19,4             | 11,9             | 6,6              | 18,5             |
| Gennemsnitlig min °C            | −3               | −1,4             | 1,8              | 6,2              | 11               | 15               | 17               | 16,5             | 12,6             | 7,6              | 2,6              | −1,3             | 7,1              |
| Gennemsnitlig nedbør mm         | 27               | 34               | 37               | 41               | 77               | 57               | 39               | 43               | 35               | 37               | 36               | 39               | 502              |
| Kilde (20. april 2017): TurVejr |                  |                  |                  |                  |                  |                  |                  |                  |                  |                  |                  |                  |                  |